# ميرلين جيرمان
ميرلين جيرمان (بالإنجليزية: Merlin German)‏ هو عسكري أمريكي، ولد في 15 نوفمبر 1985 في نيويورك في الولايات المتحدة، وتوفي في 11 أبريل 2008 في San Antonio Military Medical Center ‏ في الولايات المتحدة.